# Ralph Fiennes
Ralph Nathaniel Twisleton Wykeham-Fiennes (nečte se: ralf, ale rejf fajnz) (* 22. prosince 1962) je anglický herec, který se proslavil především rolí Lorda Voldemorta v sérii filmů o mladém čarodějnickém učni Harrym Potterovi. Dále hrál např. ve filmech Anglický pacient, V Bruggách, Souboj Titánů, Smrt čeká všude, Předčítač a Vévodkyně. Je znám ztvárněním pěti známých zločinců: nacistického válečného zločince Amona Götha v Schindlerově seznamu, sériového vraha Francise Dolarhydea v Červeném drakovi, Ramesse II. v Princi egyptském, lorda Victora Quartermainea ve filmu Wallace & Gromit: Prokletí králíkodlaka.
Získal prestižní divadelní cenu Tony a dvakrát byl nominován na Oscara. Je vyslancem při UNICEF UK.

## Biografie
Narodil se v Ipswichi (Suffolk) jako nejstarší ze šesti dětí spisovatelky Jennifer Lash a farmáře a fotografa Marka Fiennese. Jedním z jeho sourozenců je herec Joseph Fiennes. Je vzdáleným potomkem Jakuba II. Stuarta a bratrancem z osmého kolena prince z Walesu. Rodina Fiennesů se v roce 1973 na několik let odstěhovala do Irska.
Navštěvoval Královskou akademii dramatického umění a poté začal vystupovat v Královském národním divadle a později v Královské shakespearovské společnosti. Svůj filmový debut měl v roce 1990 v televizním filmu A Dangerous Man: Lawrence After Arabia. V roce 1992 si poprvé zahrál v normálním filmu Bouřlivé výšiny. Přelom přišel v roce 1993, kdy se nejdříve po boku Julie Ormond objevil ve snímku Petera Greenawaye Dítě z Maconu a poté se proslul ztvárněním role nacistického velitele koncentračního tábora Amona Götha ve Spielbergově filmu Schindlerův seznam. Za tuto roli byl nominován na Oscara za nejlepší mužský herecký výkon ve vedlejší roli. Oscara nakonec nezískal, ale za roli si odnesl cenu BAFTA. Aby mohl Götha věrohodně ztvárnit, nabral asi 10 kilogramů váhy.
V roce 1996 byl nominován na Oscara za nejlepší mužský herecký výkon v hlavní roli za ztvárnění role hraběte László Almásyho v romantickém filmu z doby druhé světové války Anglický pacient.
V roce 2005 ztvárnil roli Lorda Voldemorta ve filmu Harry Potter a Ohnivý pohár. Tutéž roli hrál i později v dalších třech ze čtyř filmových pokračování. Ve filmu Harry Potter a Princ dvojí krve byla pouze retrospektivní scéna na 11letého Voldemorta, kterého ztvárnil Fiennesův synovec Hero Fiennes-Tiffin.
V roce 2008 si zahrál ve filmech Vévodkyně a Předčítač, v roce 2009 ve filmu Smrt čeká všude a v roce 2010 v Souboji Titánů, remaku stejnojmenného filmu z roku 1981.

## Filmografie
| Rok  | Název                                   | Role                                   | Poznámky |
| ---- | --------------------------------------- | -------------------------------------- | --- |
| 1992 | Na Větrné hůrce                         | Heathcliff                             | |
| 1993 | Schindlerův seznam                      | Amon Göth                              | Cena BAFTA v kategorii nejlepší herec ve vedlejší roli Nominace – Oscar v kategorii nejlepší herec ve vedlejší roli Nominace – Zlatý glóbus v kategorii nejlepší herec ve vedlejší roli Nominace – Filmové a televizní ceny MTV v kategorii Průlomové vystoupení |
| 1993 | Dítě z Maconu                           | Kupcův syn                             | |
| 1994 | Otázky a odpovědi                       | Charles Van Doren                      | |
| 1995 | Zvláštní dny                            | Lenny Nero                             | Nominace – Cena Saturn v kategorii nejlepší herec |
| 1996 | Anglický pacient                        | Hrabě László de Almássy                | Nominace – Oscar v kategorii nejlepší herec Nominace – Cena BAFTA v kategorii nejlepší herec Nominace – Zlatý glóbus v kategorii nejlepší herec v dramatu Nominace – Satellite Award v kategorii nejlepší herec v dramatu Nominace – Screen Actors Guild Award v kategorii nejlepší obsazení ve filmu Nominace – Screen Actors Guild Award v kategorii nejlepší herec v hlavní roli |
| 1997 | Oscar a Lucinda                         | Oscar Hopkins                          | |
| 1998 | Princ egyptský                          | Ramesse II.                            | Nominace – Cena Annie v kategorii nejlepší hlas |
| 1998 | Mstitelé                                | John Steed                             | Nominace – Zlatá malina v kategorii nejhorší herec Nominace – Zlatá malina v kategorii nejhorší kombinace (s Umou Thurman) |
| 1999 | Oněgin                                  | Evžen Oněgin                           | Nominace – Cena BAFTA v kategorii nejlepší herec |
| 1999 | Sluneční jas                            | Ignath Sonneschein/Adam Sors/Ivan Sors | |
| 1999 | Hranice lásky                           | Maurice Bendrix                        | Nominace – Cena BAFTA v kategorii nejlepší herec v hlavní roli |
| 2000 | Mistr zázraků                           | Ježíš Kristus (hlas)                   | |
| 2002 | Červený drak                            | Francis Dolarhyde                      | Nominace – Cena Saturn v kategorii nejlepší herec ve vedlejší roli |
| 2002 | Krásná pokojská                         | Christopher Marshall                   | Nominace – Teen Choice Award v kategorii nejlepší polibek |
| 2002 | Hodný zloděj                            | Tony Angel                             | |
| 2002 | Pavouk                                  | Dennis „Pavouk“ Cleg                   | |
| 2005 | Generace X                              | Major Michael Ebbs                     | |
| 2005 | Nepohodlný                              | Justin Quayle                          | BIFA Award v kategorii nejlepší herec v britském nezávislém filmu Nominace – Cena BAFTA v kategorii nejlepší herec v hlavní roli |
| 2005 | Chromofobie                             | Stephen Tulloch                        | |
| 2005 | Bílá hraběnka                           | Todd Jackson                           | |
| 2005 | Wallace & Gromit: Prokletí králíkodlaka | Lord Victor Quartermaine (hlas)        | Nominace – Cena Annie za nejlepší hlas |
| 2005 | Harry Potter a Ohnivý pohár             | Lord Voldemort                         | Nominace – Filmové a televizní ceny MTV v kategorii nejlepší zloduch |
| 2006 | Země slepých                            | Joe                                    | |
| 2007 | Harry Potter a Fénixův řád              | Lord Voldemort                         | |
| 2008 | V Bruggách                              | Harry Waters                           | Nominace – BIFA Award v kategorii nejlepší herec ve vedlejší roli |
| 2008 | Vévodkyně                               | William Cavendish                      | Nominace – BIFA Award v kategorii nejlepší herec ve vedlejší roli Nominace – Zlatý glóbus v kategorii nejlepší herec ve vedlejší roli |
| 2008 | Předčítač                               | Michael Berg v pozdním věku            | |
| 2009 | Smrt čeká všude                         | Contractor Team Leader                 | Nominace – Screen Actors Guild Award v kategorii nejlepší obsazení ve filmu |
| 2010 | Cemetery Junction                       | Pan Kendrick                           | |
| 2010 | Souboj Titánů                           | Hádés                                  | |
| 2010 | Kouzelná chůva a Velký třesk            | Lord Gray                              | |
| 2010 | Harry Potter a Relikvie smrti – část 1  | Lord Voldemort                         | |
| 2011 | Harry Potter a Relikvie smrti – část 2  | Lord Voldemort                         | Scream Award v kategorii nejlepší zloduch Teen Choice Award v kategorii nejlepší filmový souboj Nominace – Filmové a televizní ceny MTV v kategorii nejlepší souboj Nominace – Cena Saturn v kategorii nejlepší herec ve vedlejší roli |
| 2011 | Coriolanus                              | Coriolanus                             | Také režisér a producent Nominace – Cena BAFTA v kategorii debut britského scenáristy, režiséra, producenta |
| 2012 | Skyfall                                 | Gareth Mallory – M                     | |
| 2012 | Hněv titánů                             | Hádés                                  | |
| 2012 | Nadějné vyhlídky                        | Magwitch                               | |
| 2013 | Vášeň mezi řádky                        | Charles Dickens                        | Také režisér |
| 2014 | Grandhotel Budapešť                     | Gustave                                | Nominace – Cena BAFTA v kategorii nejlepší herec Nominace – Screen Actors Guild Award v kategorii nejlepší obsazení Nominace – Critics' Choice Movie Award v kategorii nejlepší herec Nominace – Critics' Choice Movie Award v kategorii nejlepší obsazení Nominace – Zlatý glóbus za nejlepšího herce v komedii nebo muzikálu                                                      |
| 2014 | Johnny Worricker: Turks a Caicos        | Alex Beasley                           | televizní film |
| 2014 | Johnny Worricker: Bitevní pole          | Alex Beasley                           | televizní film |
| 2014 | Dvě ženy                                | M.A. Rakitin                           | |
| 2015 | Spectre                                 | M                                      | |
| 2015 | Oslněni sluncem                         | Harry Hawkes                           | |
| 2016 | Ave, Caesar!                            | Laurence Laurentz                      | |
| 2016 | Kubo a kouzelný meč                     | Král                                   | hlas |
| 2017 | LEGO Batman film                        | Alfred Pennyworth                      | hlas |
| 2017 | Moře smutku                             | Prospero                               | |
| 2018 | Bílá vrána                              | Alexandr Puškin                        | také režisér a producent |
| 2018 | Holmes a Watson                         | profesor Moriarty / Jacob Musgrave     | |
| 2019 | Státní tajemství                        | Ben Emmerson                           | |
| 2019 | LEGO® příběh 2                          | Alfred Pennyworth                      | hlas |
| 2020 | Dolittle                                | Barry                                  | hlas |
| 2021 | Vykopávky                               | Basil Brown                            | |
| 2021 | Kingsman: První mise                    | Duke of Oxford                         | |
| 2021 | Odpuštění                               | David Henninger                        | |
| 2021 | Není čas zemřít                         | Gareth Mallory / M                     | |
| 2022 | Menu                                    | Šéfkuchař Slowik                       | |
| 2024 | Konkláve                                | kardinál Thomas Lawrence               | |
| 2025 | 28 let poté                             | dr. Ian Kelson                         | |